# 私の未来のだんな様/流星ボーイ
「私の未来のだんな様/流星ボーイ」（わたしのみらいのだんなさま/りゅうせいボーイ）は、Berryz工房の21枚目のシングル。2009年11月11日にアップフロントワークス（PICCOLO TOWNレーベル）から発売された。

## 概要
- 前作「青春バスガイド/ライバル」と同じく両A面シングル。
- 初回限定盤A・B・Cと通常盤の4形態での発売。初回限定盤A・BはCD＋DVD、初回限定盤Cと通常盤はCDのみ。初回限定盤CにはイナズマイレブンTCGカード1種封入。また、初回限定盤A・B、通常盤（初回仕様）にはイベント抽選シリアルナンバーカードが封入されている。

私の未来のだんな様
- センターは菅谷梨沙子。ダンスパートでは嗣永桃子がセンターにいる時間が長い。メインボーカルは菅谷梨沙子、夏焼雅、嗣永桃子、熊井友理奈。振り付けはラッキィ池田。

流星ボーイ
- センターは嗣永桃子。メインボーカルは菅谷梨沙子、夏焼雅。
- テレビ東京系アニメ『イナズマイレブン』3代目エンディングテーマ（第51話 - 第67話）。
- レベルファイブ(LEVEL5)のニンテンドーDS用ゲーム『イナズマイレブン2 脅威の侵略者 ファイア』エンディングテーマ。

## 収録曲
全作詞・作曲：つんく
1. 私の未来のだんな様 [3:38]
編曲：平田祥一郎
2. 流星ボーイ [3:23]
編曲：ダンス☆マン
3. 私の未来のだんな様 (Instrumental) [3:38]
4. 流星ボーイ (Instrumental) [3:23]

### 初回限定盤A付属DVD
1. 私の未来のだんな様 (Close-up Ver.)

### 初回限定盤B付属DVD
1. 流星ボーイ (Dance Shot Ver.)

## 参加ミュージシャン
私の未来のだんな様
- プログラミング：平田祥一郎
- コーラス：竹内浩明

流星ボーイ
- ギター&マニピュレータ：JUMP MAN
- ドラム：HYU HYU
- ローズピアノ：WATA-BOO
- ベース：YOGA FIRE!
- コーラス&プログラミング：ダンス☆マン
- コーラス：つんく

## カバー
流星ボーイ
- 木野秋（折笠富美子）&音無春奈（佐々木日菜子）&雷門夏未（小林沙苗） - キャラクターソングアルバム『イナズマイレブンシリーズ5周年記念「本当にありがとう」』に収録。
- alom - アルバム『イナズマ爆EDソングス』に収録。